# Paper Mario: Sticker Star
Paper Mario: Sticker Star, anomenat al Japó Paper Mario: Super Seal (ペーパーマリオスーパーシール, Pēpā Mario Sūpā Shīru) i a Hong Kong Paper Mario: Super Sticker, és un videojoc del gènere RPG per a la Nintendo 3DS desenvolupat per Intelligent Systems.
És el quart títol de la sèrie Paper Mario, i és el primer títol d'aquesta sèrie amb què es juga amb una consola portàtil. Va estar confirmat junt amb altres jocs de Nintendo 3DS a l'Electronic Entertainment Expo del 2010.
Paper Mario: Sticker Star va sortir a Amèrica del Nord l'11 de novembre de 2012, al Japó el 6 de desembre del mateix any, a Europa el dia 7 i a Australàsia el dia 8. El videojoc va sortir el 6 de juny del 2013 a Corea del Sud i sortirà el 6 de desembre de 2013 a Hong Kong.

## Jugabilitat

Mario utilitzant l'adhesiu Flor de Foc en una batalla contra tres Goombas. Fixeu-vos en la part inferior de la imatge que correspon a la pantalla tàctil que està plena d'icones que representen adhesius, utilitzables en qualsevol moment.

La jugabilitat de Paper Mario: Sticker Star és molt semblant a l'original Paper Mario i a la seva seqüela, encara que barreja la funció tridimensional de Nintendo 3DS per l'entorn bidimensional del paper. Una part de la jugabilitat està basada en adhesius i una altra a resoldre puzzles.
Els adhesius ocupen gran part de la jugabilitat de Paper Mario: Sticker Star, ja que es converteixen en atacs en les batalles o per desenvolupar el medi, que es poden comprar en botigues mitjançant monedes aconseguides o trobar-les en el medi per utilitzar-les posteriorment, guardades en la pantalla tàctil en forma d'icones. En Mario també pot sortir del joc per a enganxar un adhesiu en el medi (per exemple, un pont), conegut com a "paperització". A més a més, en Mario pot utilitzar altres objectes, com per exemple ventiladors i tisores que es poden utilitzar en les batalles o una aixeta que s'ha d'utilitzar en el medi.
Com que Paper Mario: Sticker Star és un videojoc del gènere RPG, s'hi inclouen dins del joc les batalles per torns. Alguns adhesius donen atacs, com per exemple hi ha adhesius que donen l'acció de saltar a en Mario, l'acció d'utilitzar el martell, la disfressa de granota, l'acció de tirar boles de foc (amb l'adhesiu de Flor de Foc, que es veu en la imatge), la closca Koopa, entre d'altres. En algunes batalles es poden utilitzar adhesius especials que poden donar, per exemple, atacs amb xinxetes o atacs cabra. Una nova característica ensenyada l'E3 2011 és la màquina escurabutxaques "Battle Spin", semblant al Bingo! de Paper Mario: The Thousand-Year Door, i permet a en Mario aconseguir monedes o adhesius extra.
Paper Mario: Sticker Star té diferents fases que s'hauran de completar, com gairebé tots els altres jocs de Mario. L'acció començarà a Decalburg (Villatina a l'edició espanyola), la ciutat principal, on hi ha llocs que ajuden en Mario en la seva aventura. Hi ha un primer set de mons, el món 1, el 2 i el 3 (que també inclouran molts nivells en ells); Surfshine Harbor, que és un petit moll de Decalburg, que inclourà el món 4, el 5 i el 6.
En Mario té bastants companys que li segueixen en el viatge, però el principal serà Kersti (Tina a l'edició espanyola), un adhesiu fada que farà de primera aparició en aquest joc. Hi ha també un company que també pot ajudar en Mario en el viatge: un Chain Chomp. També en Mario té companys en les batalles: el Koopa Verd, el Koopa Vermell i un Bob-omb.

## Argument
En el dia de la Sticker Fest a Decalburg (Villatina a l'edició espanyola), on els ciutadans van a veure l'Adhesiu Cometa (que serveix per a fer realitat els desitjos) Bowser se'l vol quedar, salta i el trenca, escampant totes les seves peces pel Regne Xampinyó. A més a més, Bowser aconsegueix una corona que li ha caigut a sobre i es torna més potent i també torna a segrestar la Princesa Peach. Així, Mario s'embarca en una aventura amb Kersti (Tina a l'edició espanyola), una fada adhesiu, i van per praderies, deserts, boscos, muntanyes nevades i volcans a la recerca de les peces.

## Desenvolupament

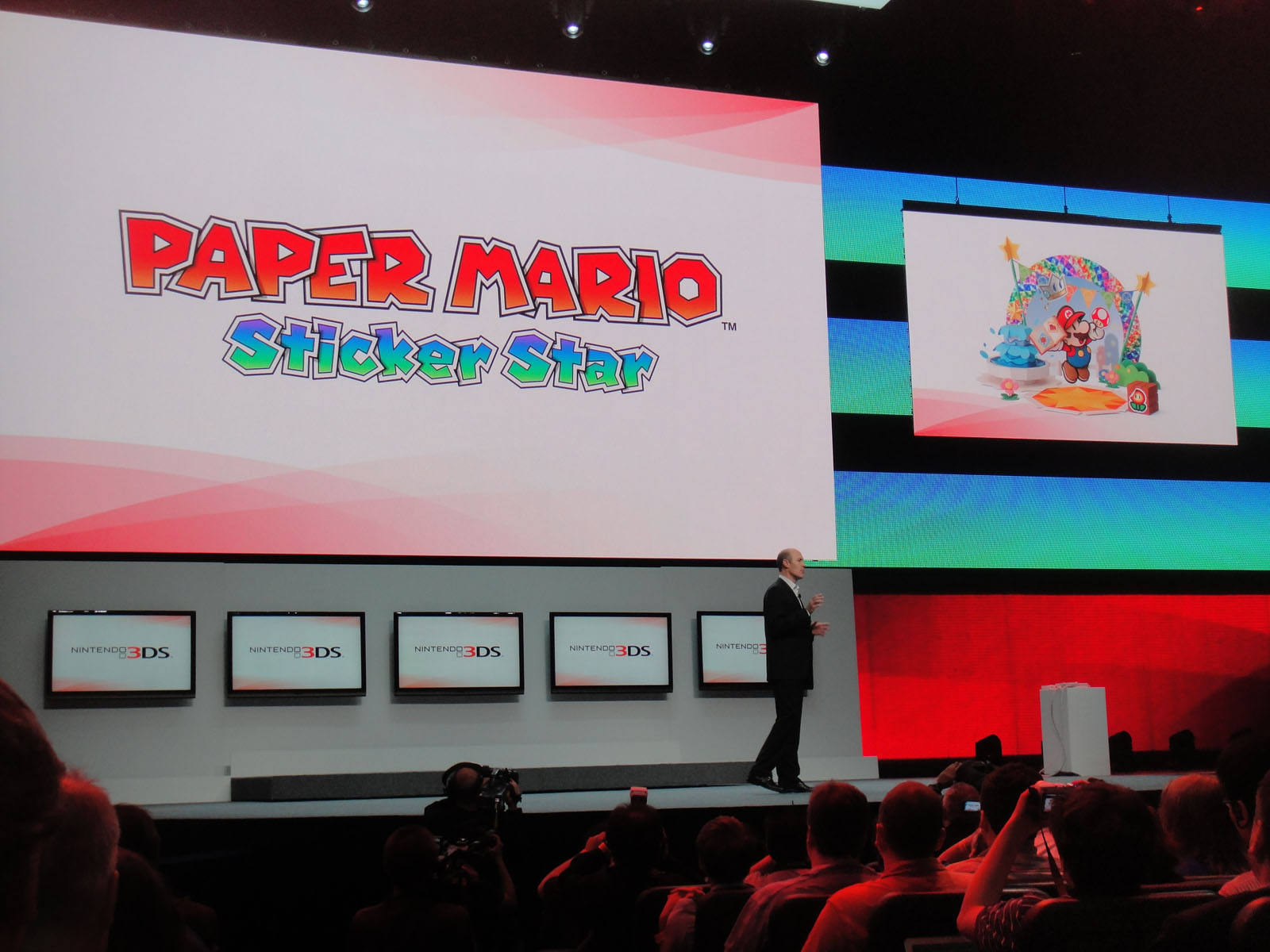
Anunci de Paper Mario: Sticker Star en l'E³ del 2012, mostrant el logotip d'aleshores i l'artwork de la caràtula europea i japonesa.

Paper Mario: Sticker Star es va anunciar per primera vegada a l'E3 del 2010, amb molt poques imatges i uns detalls molt breus, però la creació del joc va començar a finals de l'any 2009. Va tornar a aparèixer a l'E3 del 2011, i finalment va sortir a la Nintendo 3DS Conference 2011 del 13 de setembre d'aquell any amb un nou tràiler.
En l'E3 2012 es va ensenyar un altre tràiler a més a més, d'ensenyar el nom final. El 29 d'agost del 2012, en un Nintendo Direct especial al Japó, es va revelar un nou tràiler, i dos dies després la caràtula nord-americana. L'agost del 2012, conjuntament amb la caràtula, es va revelar un nou logotip, el final. El 26 d'octubre del mateix any es va revelar la caràtula europea.
Paper Mario: Sticker Star també es pot descarregar per Internet mitjançant Nintendo eShop igual que New Super Mario Bros. 2.
En una entrevista el juny de 2015, un dels productors del joc, Kensuke Tanabe, va revelar que la col·laboració de Vanpool amb Intelligent Systems al desenvolupament del joc va tenir lloc degut a la sevaintervenció. Tanabe va dir que va necessitar demanar ajuda a la desenvolupadora perquè la quarta edició de la sèrie Paper Mario pogués ser llançada a temps.

### Llançament
Després de l'E3 2010 diverses fonts van dir sense confirmar-ho que el joc sortiria a finals de 2011. Després de l'edició del 2011 de l'E3 es va anunciar que sortiria a l'estiu del 2012, però a mitjan 2012 ja es van confirmar les noves dates, que van corregir l'anterior llançament a finals de 2012. Finalment el joc va sortir a Amèrica del Nord l'11 de novembre de 2012, al Japó el 6 de desembre, a Europa el dia 7 i a Australàsia el dia 8.
El 6 de juny de 2013 va sortir a Corea del Sud encara que la seva data de llançament fos programada pel 31 de maig. A Hong Kong hi tenia la data per determinar, però el 12 de setembre Nintendo Hong Kong va anunciar en una nota informativa en el seu lloc web que Paper Mario: Super Sticker, sortirà el 6 de desembre de 2013.

## Recepció

### Crítica
Paper Mario: Sticker Star ha tingut puntuacions bones generalment, amb unes puntuacions de 77,95% i de 80% de GameRankings i Metacritic respectivament.
IGN puntua el joc amb un 8.3/10, GameSpot el puntua amb un 7.5 de 10, Nintendo Power i Nintendo Life el puntuen amb un 8/10, GameInformer amb un 8.75 i Gamesradar 4.5/5.
El joc ha obtingut altres anàlisis com la de 1UP amb una A-, Kotaku amb un Yes! (Sí!), 4,5 de part de Modojo, 8.4/10 de part de Just Push Start, 8/10 de Destructoid, Recommended w/ Beard (Recomanat w/Beard) de GoNintendo, 7.6 de Digital Chumps, 7.5/10 de Polygon, 68/100 de Venture Beat i 6.5/10 d'Electronic Gaming Monthly. La pitjor nota és de GameXplain: 2/5.

### Vendes
Entre el 14 de juliol i el 20 de juliol va ser el desè videojoc més venut en Nintendo 3DS al Regne Unit segons l'institut GFK. És el vint-i-vuitè videojoc més venut al Japó en el primer semestre de 2013 amb 150.770 / 541.848 unitats venudes.

### Màrqueting

#### Mercaderia
Nintendo va anunciar al Nintendo Direct del 5 de desembre un àlbum de cromos del joc, que imita l'àlbum virtual que es va completant en el joc. És una oferta limitada; només podran aconseguir aquest obsequi els 100.000 primers que registrin el joc al Club Nintendo.
El Club Nintendo australià va actualitzar el seu catàleg de productes el 20 de juny per als seus membres amb unes pàgines adhesives de llibretes tematitzades amb Paper Mario: Sticker Star. Un conjunt s'anomena Power-Up Pack amb tres blocs de notes adhesius on en cadascun apareix un element diferent: pot sortir o en Mario de paper, o el Super Xampinyó o la Flor de Foc. Un altre es diu Mario vs. Bowser i en els tres elements conjunts apareixen aquests dos personatges i un Toad. El tercer s'anomena Goomba Battle, amb en Mario amb un martell a sobre d'uns Goombas, un Martell i en Fulgurugoomba, el cap del primer món del joc, un rei Goomba. Per a aconseguir-los es poden bescanviar per 600 monedes cadascun.
Creats per la fabricant japonesa Furyu, unes mantes tematitzades amb artworks de Paper Mario: Sticker Star sortiran al Japó el desembre de 2013 en dos models, Paper Mario i Super Xampinyó, i es poden comprar a National Console Support X (NCSX) per 26,90 dòlars. Cada manta mesura un metre de llarg i 90 centímetres d'ample.
El fabricant japonès Furyu va llançar a l'abril de 2014 al Japó dos models de catifa de sala tematitzats amb el joc Paper Mario: Sticker Star, amb gravats que representen la cara de la versió en paper de Mario i el bolet. National Console Support X està duent a terme la pre-venda del conjunt que ve amb aquestes dues catifes per $ 26,90. Les catifes mesuren 50cm x 46cm i són molt primes.
Al Japó van sortir el juliol de 2014 uns coixins temàtics del joc amb adhesius extraïbles.

#### Altres
El joc va ser un dels que es van poder bescanviar els usuaris del Club Nintendo nord-americà del 2 de febrer de 2015 fins que s'acabà el servei el 30 de juny de 2015. Costà 700 monedes.